# Thâm Quyến
Thâm Quyến (tiếng Trung: 深圳; phát âm tiếng Quan Thoại: [ʂə́n.ʈʂə̂n] ⓘ) là một thành phố phó tỉnh lớn nằm bên bờ đông của cửa sông Châu Giang tại tỉnh Quảng Đông, Trung Quốc. Là một phần của vùng đại đô thị Đồng bằng Châu Giang, Thâm Quyến tiếp giáp với Hồng Kông ở phía nam, giáp Huệ Châu ở đông bắc và giáp với Đông Quản ở tây bắc, đồng thời có chung biên giới biển với Quảng Châu, Trung Sơn và Châu Hải về phía tây và tây nam dọc cửa sông.
Cảnh quan của Thâm Quyến mang đậm những nét của một nền kinh tế phát triển nhanh, xuất phát từ việc gia tăng vốn đầu tư từ nước ngoài sau khi chính sách "Cải cách và mở cửa" bắt đầu được áp dụng ở Trung Quốc từ năm 1979. Thành phố có ranh giới gần trùng với huyện Bảo An, chính thức trở thành đô thị năm 1979 và lấy tên từ thị trấn huyện trước đó, có nhà ga là trạm cuối cùng trên Trung Quốc đại lục của tuyến đường sắt Cửu Long – Quảng Châu. Năm 1980, Thâm Quyến trở thành đặc khu kinh tế đầu tiên của Trung Quốc. Thành phố hiện là một trung tâm công nghệ hàng đầu toàn cầu, được truyền thông gọi là Thung lũng Silicon của Trung Quốc. Thâm Quyến là một trong những đô thị có tốc độ phát triển nhanh nhất thế giới vào những năm thập niên 1990 và 2000. Dân số được ghi nhận của Thâm Quyến năm 2017 vào khoảng 12.905.000, tuy nhiên cảnh sát và chính quyền địa phương ước tính con số thực tế lên đến 20 triệu, do số lượng lớn người dân tạm trú cũng như người không đăng ký hộ khẩu hay cư dân, người đi làm, du khách bán thời gian. Theo cuộc tổng điều tra dân số năm 2021, dân số định cư của Thâm Quyến là 17,56 triệu người.
Thâm Quyến được xếp hạng là thành phố Alpha (thành phố toàn cầu cấp một) bởi Mạng lưới Nghiên cứu Thành phố thế giới và Toàn cầu hóa. Thâm Quyến cũng là một trung tâm tài chính dẫn đầu khu vực Châu Á-Thái Bình Dương và xếp thứ 8 trong những trung tâm tài chính lớn nhất thế giới trong Chỉ số Trung tâm Tài chính Toàn cầu năm 2021. Thâm Quyến có số lượng tỷ phú cao thứ tư trên thế giới, đứng sau New York, Bắc Kinh và Thượng Hải. Thành phố này cũng có cảng container bận rộn thứ ba trên thế giới, và cùng với dân số thành thị lớn đã khiến Thâm Quyến trở thành một siêu thành phố cảng trọng điểm của châu Á. Thâm Quyến xếp thứ hai trong danh sách "10 thành phố đáng ghé nhất năm 2019" bởi Lonely Planet.  Thành phố là nơi đặt Sở Giao dịch Chứng khoán Thâm Quyến cũng như là trụ sở của nhiều công ty đa quốc gia như JXD, Vanke, Hytera, CIMC, SF Express, Shenzhen Airlines, Nepstar, Hasee, Ngân hàng Bình An, Bảo hiểm Bình An, Ngân hàng Tiểu thương Trung Quốc, Tập đoàn Hằng Đại, Tencent, ZTE, OnePlus, Huawei, DJI và BYD. Thâm Quyến là một trung tâm nghiên cứu và sáng tạo quốc tế và xếp thứ 32 về đầu ra nghiên cứu khoa học trên toàn cầu theo Nature Index. Đây cũng là nơi đặt một số cơ sở đào tạo uy tín như Đại học Thâm Quyến và Đại học Khoa học Công nghệ Nam Phương.

## Lịch sử hình thành
Trước khi trở thành đặc khu kinh tế, Thâm Quyến còn là một làng chài. Năm 1979, lãnh đạo tối cao của nước Cộng hòa Nhân dân Trung Hoa Đặng Tiểu Bình đã cho thành lập Đặc khu kinh tế tại Thâm Quyến. Đây là đặc khu đầu tiên của Trung Quốc do lợi thế nằm giáp Hương Cảng (lúc đó còn là một thuộc địa của Vương quốc Anh). Việc thành lập đặc khu này được coi như là thử nghiệm mô hình Cải cách kinh tế Trung Quốc. Địa điểm này được chọn vì cả dân Thâm Quyến và dân Hương Cảng cùng có chung ngôn ngữ (tiếng Quảng Đông), chung văn hóa và dân tộc nhưng lại có giá nhân công, đất đai rẻ hơn nhiều. Do gần Hồng Kông nên Thâm Quyến có thể dễ dàng thu hút vốn đầu tư và chuyên gia từ Hương Cảng cũng như xuất khẩu hàng hóa sang Hương Cảng và đi các nước. Ý tưởng đã thành công rực rỡ, tạo tiền đề cho Trung Quốc đẩy nhanh quá trình cải cách mở cửa kinh tế. Thâm Quyến đã trở thành một trong những thành phố lớn nhất vùng đồng bằng châu thổ Châu Giang. Đồng bằng châu thổ Châu Giang đã trở thành trung tâm kinh tế của Trung Quốc và là phân xưởng sản xuất của thế giới. Thâm Quyến, tên gọi trước đây là huyện Bảo An (宝安县)- là huyện thuộc tỉnh Quảng Đông vào tháng 11 năm 1979. Tháng 5 năm 1980, Thâm Quyến chính thức được chuyển thành Đặc khu kinh tế. Năm 1988, Thâm Quyến được cho phép có thẩm quyền về kinh tế tương đương cấp tỉnh của Trung Quốc. Thâm Quyến là đặc khu đầu tiên trong 5 đặc khu kinh tế tại Trung Quốc.
Thành phố Thâm Quyến bao gồm 8 quận: La Hồ (罗湖), Phúc Điền (福田), Nam Sơn (南山), Diêm Điền (盐田), Bảo An (宝安), Long Cương (龙岗) và Quang Minh tân khu (光明新区) Bình Sơn tân khu (坪山新区). Các đặc khu kinh tế bao gồm La Hồ, Phúc Điền, Nam Sơn và Diêm Điền.
Nằm trong trung tâm của Đặc khu và sát Hương Cảng, La Hồ là trung tâm tài chính thương mại, diện tích 78,89 km². Phúc Điền là trung tâm hành chính của thành phố, là trái tim của Đặc khu, rộng 78,04 km². Nam Sơn rộng 164,29 km² là trung tâm của công nghệ cao, quận này nằm phía đông Đặc khu. Bên ngoài đặc khu, Bảo An rộng 712,92 km² nằm ở phía tây bắc và Long Cương rộng 844,07 km² nằm ở phía đông bắc của Thâm Quyến. Diêm Điền (75,68 km²) là cơ sở dịch vụ hậu cần hàng hải (logistics). Quang Minh Tân khu mới được tách ra từ quận Bảo An kể từ ngày 31 tháng 5 năm 2007, có diện tích 79 km². Cảng Nhan Điền là cảng nước sâu container lớn thứ thứ hai của Trung Quốc và lớn thứ 4 thế giới.

## Địa lí
Thâm Quyến nằm trong vùng châu thổ sông Châu Giang, giáp với Hương Cảng về phía Nam, Huệ Châu ở phía bắc và đông bắc, Đông Hoản về phía bắc và phía tây bắc. Kênh Linh Đinh (伶仃洋) và sông Châu Giang về phía tây và Vịnh Đại Bằng (vịnh Biển Đông) về phía đông và cách thủ đô Quảng Châu khoảng 100 km (62 dặm). Đô thị này có diện tích 1,991.64 km2 (769 dặm vuông) bao gồm cả khu vực thành thị và nông thôn, với tổng dân số là 10.358.381 trong cuộc điều tra dân số năm 2010. Thành phố là một phần của khu vực xây dựng hệ thống đồng bằng sông Châu Giang với 44.738.513 cư dân, trải dài trên 9 thành phố (bao gồm Áo Môn). Thành phố này dài 81,4 km từ đông sang tây, trong khi phần ngắn nhất từ bắc xuống nam 10,8 km.

### Khí hậu
Mặc dù Thâm Quyến nằm về phía nam so với chí tuyến Bắc, do tác động từ gió thổi ngược từ Siberia, nó có khí hậu ôn đới ẩm ướt, ấm áp, có gió mùa. Mùa đông khá ôn hòa và tương đối khô, do một phần là do ảnh hưởng của Biển Đông, và băng giá rất hiếm khi xảy ra; nó bắt đầu khô nhưng dần dần trở nên ẩm hơn và u ám. Tuy nhiên, sương mù thường xảy ra nhất vào mùa đông và mùa xuân, với 106 ngày xuất hiện mỗi năm. Mùa xuân là thời điểm có nhiều mây nhất trong năm, và lượng mưa bắt đầu tăng mạnh vào tháng Tư; mùa mưa kéo dài đến cuối tháng 9 hoặc có thể tới đầu tháng 10. Gió mùa đạt đến đỉnh cao vào những tháng mùa hè, khiến thành phố trải qua những ngày nóng oi bức, nhưng chỉ có 2.4 ngày có nhiệt độ chạm đến mức 35 °C (95 °F). Vùng có nguy cơ mưa lớn, với 9.7 ngày có mưa nhiều nhất là 50 mm (1,97 inch), và 2.2 ngày ít nhất là 100 mm (3,94 inch). Đổ ẩm thường khô vào mùa thu. Lượng mưa trung bình hàng năm vào khoảng 1.970 mm (78 inch), một số trong đó được phát ra từ các cơn bão từ phía đông vào mùa hè và đầu mùa thu. Nhiệt độ cực đại dao động từ 0,2 °C (32 °F) vào ngày 11 tháng 2 năm 1957 đến 38,7 °C (102 °F) vào ngày 10 tháng 7 năm 1980.
| Dữ liệu khí hậu của Shenzhen (1981–2010) | Dữ liệu khí hậu của Shenzhen (1981–2010) | Dữ liệu khí hậu của Shenzhen (1981–2010) | Dữ liệu khí hậu của Shenzhen (1981–2010) | Dữ liệu khí hậu của Shenzhen (1981–2010) | Dữ liệu khí hậu của Shenzhen (1981–2010) | Dữ liệu khí hậu của Shenzhen (1981–2010) | Dữ liệu khí hậu của Shenzhen (1981–2010) | Dữ liệu khí hậu của Shenzhen (1981–2010) | Dữ liệu khí hậu của Shenzhen (1981–2010) | Dữ liệu khí hậu của Shenzhen (1981–2010) | Dữ liệu khí hậu của Shenzhen (1981–2010) | Dữ liệu khí hậu của Shenzhen (1981–2010) | Dữ liệu khí hậu của Shenzhen (1981–2010) |
| Tháng                                    | 1                                        | 2                                        | 3                                        | 4                                        | 5                                        | 6                                        | 7                                        | 8                                        | 9                                        | 10                                       | 11                                       | 12                                       | Năm                                      |
| ---------------------------------------- | ---------------------------------------- | ---------------------------------------- | ---------------------------------------- | ---------------------------------------- | ---------------------------------------- | ---------------------------------------- | ---------------------------------------- | ---------------------------------------- | ---------------------------------------- | ---------------------------------------- | ---------------------------------------- | ---------------------------------------- | ---------------------------------------- |
| Cao kỉ lục °C (°F)                       | 29.1 (84.4)                              | 28.9 (84.0)                              | 32.0 (89.6)                              | 34.0 (93.2)                              | 35.8 (96.4)                              | 36.9 (98.4)                              | 38.7 (101.7)                             | 37.1 (98.8)                              | 36.9 (98.4)                              | 35.2 (95.4)                              | 33.1 (91.6)                              | 29.8 (85.6)                              | 38.7 (101.7)                             |
| Trung bình ngày tối đa °C (°F)           | 19.8 (67.6)                              | 20.2 (68.4)                              | 22.7 (72.9)                              | 26.3 (79.3)                              | 29.5 (85.1)                              | 31.1 (88.0)                              | 32.3 (90.1)                              | 32.3 (90.1)                              | 31.3 (88.3)                              | 29.2 (84.6)                              | 25.4 (77.7)                              | 21.5 (70.7)                              | 26.6 (79.9)                              |
| Trung bình ngày °C (°F)                  | 15.4 (59.7)                              | 16.3 (61.3)                              | 19.0 (66.2)                              | 22.7 (72.9)                              | 26.0 (78.8)                              | 28.0 (82.4)                              | 28.9 (84.0)                              | 28.7 (83.7)                              | 27.7 (81.9)                              | 25.3 (77.5)                              | 21.2 (70.2)                              | 17.0 (62.6)                              | 23.0 (73.4)                              |
| Tối thiểu trung bình ngày °C (°F)        | 12.5 (54.5)                              | 13.8 (56.8)                              | 16.5 (61.7)                              | 20.3 (68.5)                              | 23.6 (74.5)                              | 25.6 (78.1)                              | 26.3 (79.3)                              | 26.1 (79.0)                              | 25.0 (77.0)                              | 22.5 (72.5)                              | 18.2 (64.8)                              | 13.8 (56.8)                              | 19.6 (67.3)                              |
| Thấp kỉ lục °C (°F)                      | 0.9 (33.6)                               | 0.2 (32.4)                               | 3.4 (38.1)                               | 8.7 (47.7)                               | 14.8 (58.6)                              | 19.0 (66.2)                              | 20.0 (68.0)                              | 21.1 (70.0)                              | 16.9 (62.4)                              | 9.3 (48.7)                               | 4.9 (40.8)                               | 1.7 (35.1)                               | 0.2 (32.4)                               |
| Lượng mưa trung bình mm (inches)         | 26.4 (1.04)                              | 47.9 (1.89)                              | 69.9 (2.75)                              | 154.3 (6.07)                             | 237.1 (9.33)                             | 346.5 (13.64)                            | 319.7 (12.59)                            | 354.4 (13.95)                            | 254.0 (10.00)                            | 63.3 (2.49)                              | 35.4 (1.39)                              | 26.9 (1.06)                              | 1.935,8 (76.2)                           |
| Số ngày mưa trung bình (≥ 0.1 mm)        | 7.1                                      | 10.1                                     | 10.8                                     | 12.7                                     | 15.6                                     | 18.5                                     | 17.0                                     | 18.3                                     | 14.8                                     | 7.6                                      | 5.6                                      | 6.0                                      | 144.1                                    |
| Độ ẩm tương đối trung bình (%)           | 71.7                                     | 76.8                                     | 79.5                                     | 81.0                                     | 81.7                                     | 81.8                                     | 80.5                                     | 81.8                                     | 78.8                                     | 72.4                                     | 68.4                                     | 67.1                                     | 76.8                                     |
| Số giờ nắng trung bình tháng             | 138.7                                    | 92.4                                     | 94.9                                     | 104.6                                    | 146.4                                    | 160.3                                    | 215.6                                    | 182.5                                    | 169.9                                    | 189.6                                    | 175.8                                    | 166.9                                    | 1.837,6                                  |
| Phần trăm nắng có thể                    | 44                                       | 31                                       | 27                                       | 29                                       | 37                                       | 43                                       | 53                                       | 47                                       | 49                                       | 55                                       | 56                                       | 53                                       | 44                                       |
| Nguồn: Shenzhen Meteorological Bureau    |                                          |                                          |                                          |                                          |                                          |                                          |                                          |                                          |                                          |                                          |                                          |                                          |                                          |

## Phân cấp hành chính
Thâm Quyến được chia thành 9 khu (quận) và 1 tân khu:
| Phân cấp hành chính Thâm Quyến | Phân cấp hành chính Thâm Quyến | Phân cấp hành chính Thâm Quyến | Phân cấp hành chính Thâm Quyến | Phân cấp hành chính Thâm Quyến | Phân cấp hành chính Thâm Quyến | Phân cấp hành chính Thâm Quyến | Phân cấp hành chính Thâm Quyến | Phân cấp hành chính Thâm Quyến | Phân cấp hành chính Thâm Quyến |
| --- | ------------------------------ | ------------------------------ | ------------------------------ | ------------------------------ | ------------------------------ | ------------------------------ | ------------------------------ | ------------------------------ | ------------------------------ |
| Phúc Điền La Hồ Nam Sơn Diêm Điền Bảo An Long Hoa Bình Sơn Long Cương Quang Minh Đại Bằng |                                |                                |                                |                                |                                |                                |                                |                                |                                |
| Mã phân chia hành chính | Phân cấp hành chính            | diện tích (km²)                | Dân số 2014                    | Trụ sở                         | Mã bưu chính                   | Phân khu                       | Phân khu                       |                                |                                |
| Mã phân chia hành chính | Phân cấp hành chính            | diện tích (km²)                | Dân số 2014                    | Trụ sở                         | Mã bưu chính                   | Phường                         | Tổ dân phố                     |                                |                                |
| 440300 | Thâm Quyến                     | 1996.78                        | 10,779,215                     | Phúc Điền                      | 518000                         | 74                             | 775                            |                                |                                |
| 440303 | La Hồ                          | 78.75                          | 953,764                        | Hoàng Bối nhai đạo             | 518000                         | 10                             | 115                            |                                |                                |
| 440304 | Phúc Điền                      | 78.65                          | 1,357,103                      | Sa Đầu nhai đạo                | 518000                         | 10                             | 115                            |                                |                                |
| 440305 | Nam Sơn                        | 185.49                         | 1,135,929                      | Nam Đầu nhai đạo               | 518000                         | 8                              | 105                            |                                |                                |
| 440306 | Bảo An                         | 398.38                         | 2,736,503                      | Tân An nhai đạo                | 518100                         | 10                             | 123                            |                                |                                |
| 440307 | Long Cương*                    | 387.82                         | 1,975,215                      | Long Thành nhai đạo            | 518100                         | 11                             | 111                            |                                |                                |
| 440308 | Diêm Điền                      | 74.63                          | 216,527                        | Hải Sơn nhai đạo               | 518081                         | 4                              | 23                             |                                |                                |
| 440309 | Long Hoa                       | 175.58                         | 1,434,593                      | Quan Lan nhai đạo              | 518110                         | 6                              | 100                            |                                |                                |
| 440310 | Bình Sơn                       | 167.00                         | 311,557                        | Bình Sơn nhai đạo              | 518118                         | 6                              | 30                             |                                |                                |
| 440311 | Quang Minh                     | 155.44                         | 504,203                        | Quang Minh nhai đạo            | 518107                         | 6                              | 28                             |                                |                                |
| |                                |                                |                                |                                |                                |                                |                                |                                |                                |
| | Đại Bằng                       | 295.05                         | 133,821                        | Đại Bằng                       | 518116                         | 3                              | 25                             |                                |                                |
| | Tiền Hải                       |                                |                                |                                |                                |                                |                                |                                |                                |
| * — Các số liệu thống kê không bao gồm các quận mới trực thuộc. Tất cả các quận mới là khu vực quản lý; không phải bộ phận hành chính đăng ký trực thuộc Bộ Nội vụ. * – Đại Bằng thuộc vào Long Cương |                                |                                |                                |                                |                                |                                |                                |                                |                                |

| Các phân cấp hành chính của Thâm Quyến trong tiếng Trung và các loại phiên âm | Các phân cấp hành chính của Thâm Quyến trong tiếng Trung và các loại phiên âm | Các phân cấp hành chính của Thâm Quyến trong tiếng Trung và các loại phiên âm | Các phân cấp hành chính của Thâm Quyến trong tiếng Trung và các loại phiên âm | Các phân cấp hành chính của Thâm Quyến trong tiếng Trung và các loại phiên âm |
| Hán Việt                                                                      | Chữ Hán                                                                       | Bính âm                                                                       | Bính âm Quảng Đông                                                            | Bính âm Khách Gia                                                             |
| ----------------------------------------------------------------------------- | ----------------------------------------------------------------------------- | ----------------------------------------------------------------------------- | ----------------------------------------------------------------------------- | ----------------------------------------------------------------------------- |
| Thâm Quyến thị                                                                | 深圳市                                                                        | Shēnzhèn Shì                                                                  | sem1 zen3 xi5                                                                 | cim1 zun4 si4                                                                 |
| La Hồ khu                                                                     | 罗湖区                                                                        | Luóhú Qū                                                                      | lo4 wu4 kêu1                                                                  | lo2 fu2 ki1                                                                   |
| Phúc Điền khu                                                                 | 福田区                                                                        | Fútián Qū                                                                     | fug1 tin4 kêu1                                                                | fuk5 tien2 ki1                                                                |
| Nam Sơn khu                                                                   | 南山区                                                                        | Nánshān Qū                                                                    | nam4 san1 kêu1                                                                | lam5/nam5 san1 ki1                                                            |
| Bảo An khu                                                                    | 宝安区                                                                        | Bǎo'ān Qū                                                                     | bou2 on1 kêu1                                                                 | bau3 on1 ki1                                                                  |
| Long Cương khu                                                                | 龙岗区                                                                        | Lónggǎng Qū                                                                   | lung4 gong1 kêu1                                                              | lung2 gong1 ki1                                                               |
| Diêm Điền khu                                                                 | 盐田区                                                                        | Yántián Qū                                                                    | yim4 tin4 kêu1                                                                | yam2 tien2 ki1                                                                |
| Long Hoa khu                                                                  | 龙华区                                                                        | Lónghuá Qū                                                                    | lung4 wa4 kêu1                                                                | lung2 fa2 ki1                                                                 |
| Bình Sơn khu                                                                  | 坪山区                                                                        | Píngshān Qū                                                                   | ping4 san1 kêu1                                                               | piang2 san1 ki1                                                               |
| Quang Minh khu                                                                | 光明区                                                                        | Guāngmíng Qū                                                                  | guong1 ming4 kêu1                                                             | gong1 min2 ki1                                                                |
| Đại Bằng tân khu                                                              | 大鹏新区                                                                      | Dàpéng Xīnqū                                                                  | dai6 pang4 sen1 kêu1                                                          | tai4 pen2 sin1 ki1                                                            |
| Tiền Hải                                                                      | 前海                                                                          | Qiánhǎi                                                                       | qin4 hoi2                                                                     |                                                                               |

## Kinh tế

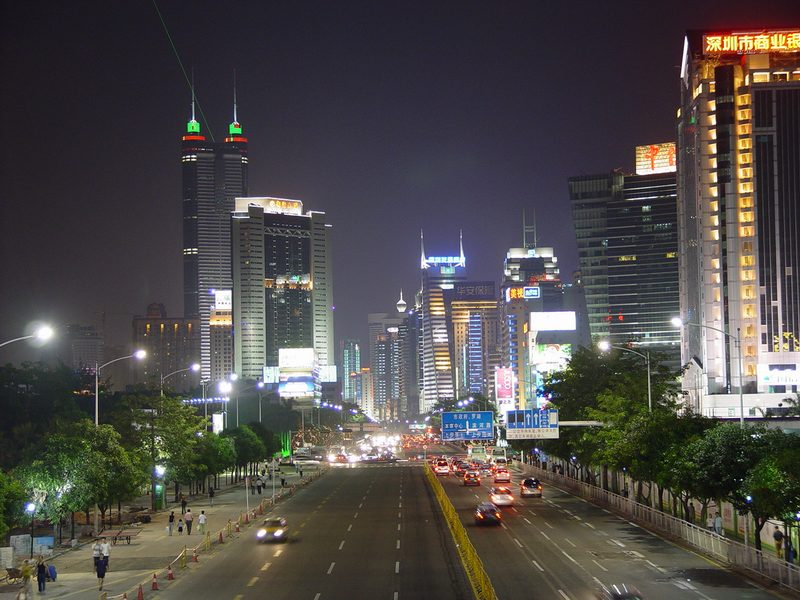
Thâm Quyến về đêm

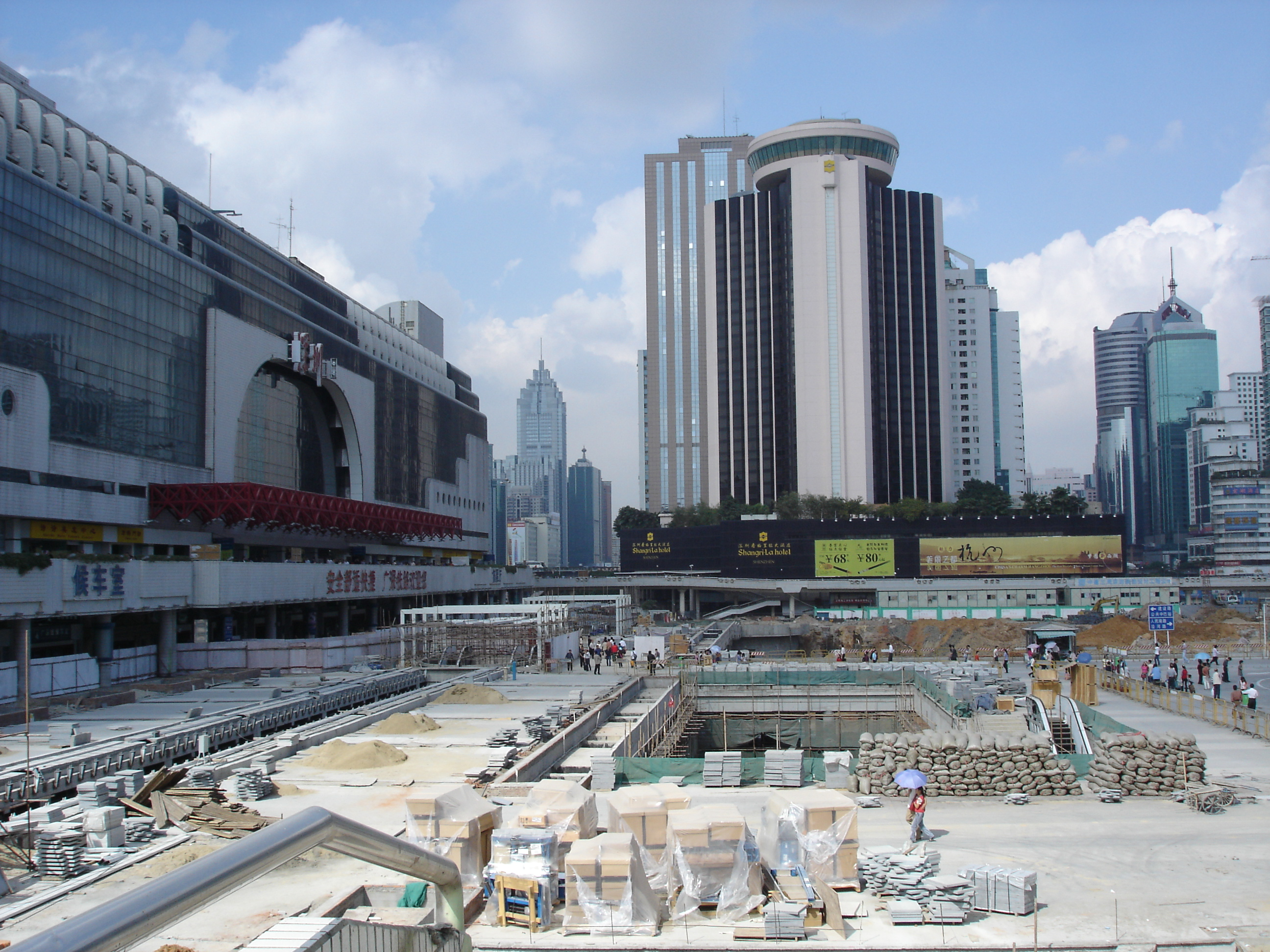
Công trường xây dựng ở Thâm Quyến

Thâm Quyến là khu vực kinh tế đặc biệt đầu tiên được thành lập bởi Đặng Tiểu Bình và cho thấy mức tăng trưởng nhanh nhất, trung bình với tốc độ tăng trưởng rất cao là 40% mỗi năm giữa năm 1981 và năm 1993 so với tăng trưởng GDP trung bình là 9,8% toàn quốc. Sự tăng trưởng kinh tế sau đó đã chậm lại sau thời điểm đột ngột này. Từ năm 2001 đến năm 2005, tổng sản phẩm quốc nội của Thâm Quyến tăng trung bình hàng năm 16,3%. Từ năm 2012, tăng trưởng kinh tế đã giảm xuống khoảng 10% mỗi năm. Hiện tại, nó đang phát triển với 6%-7% mỗi năm.
Sản lượng kinh tế của Thâm Quyến đứng thứ 3 trong số 659 thành phố của Trung Quốc (phía sau Bắc Kinh, Thượng Hải). Thành phố này được xếp thứ 19 trong Chỉ số Trung tâm Tài chính Toàn cầu 2016. Trong Chỉ số Trung tâm Tài chính Toàn cầu năm 2017, Thâm Quyến được xếp hạng là có trung tâm tài chính cạnh tranh thứ 22 trên thế giới.
Vào năm 2016, GDP của Thâm Quyến đạt 303,37 tỷ đô la, ngang bằng với một tỉnh thuộc Trung Quốc theo tổng số GDP. Tổng sản lượng kinh tế của thành phố cao hơn các nước nhỏ như Bồ Đào Nha, Ireland và Việt Nam. GDP bình quân đầu người ppp mỗi năm là 49.185 đô la (số người di cư không đăng ký) tính đến năm 2016, ngang bằng với các nước phát triển như Úc và Đức.
Năm 2017, sản lượng kinh tế của Thâm Quyến đạt 338 tỷ USD, vượt qua Quảng Châu, Hương Cảng lần đầu tiên và đứng thứ 3 ở Trung Quốc, chỉ sau Thượng Hải và Bắc Kinh. Đó là địa vị mới sẽ cho phép thành phố trở thành công cụ kinh tế hàng đầu trong Sáng kiến Khu vực vịnh Việt Cảng Áo (粤港澳大灣區) của Trung Quốc.
Thâm Quyến là một trung tâm sản xuất lớn ở Trung Quốc. Trong lĩnh vực tài chính, các ngân hàng lớn của Trung Quốc như Ngân hàng Bình An (giản thể: 平安银行, phồn thể: 平安銀行) và ngân hàng Chiêu Thương (giản thể: 招商银行, phồn thể: 招商銀行) có trụ sở tại Thâm Quyến.
Trong những năm 1990, Thâm Quyến được mô tả là xây dựng "Mỗi ngày một cao ốc, 3 ngày một đại lộ". Đường chân trời của Thẩm Quyến được coi là một trong những nơi tốt nhất trên thế giới. Hiện tại, có 59 tòa nhà cao hơn 200 mét, bao gồm Trung tâm tài chính Bình An (平安国际金融中心) (tòa nhà cao thứ tư trên thế giới 599 m) và Kinh Cơ 100 (京基100) cao 442 m (đổi tên thành KK100), toà nhà cao thứ 14 trong thế giới.
Năm 2001, lực lượng lao động đạt 3,3 triệu người. Thâm Quyến trở thành nơi thu hút nhân lực từ tỉnh Quảng Đông và các tỉnh lân cận lẫn Hoa Kiều từ các nước. GDP đạt 492,69 tỷ NDT năm 2005, tăng 15% so với 2004, GDP thời kỳ 2001-2005 tăng 16,3%/năm. GDP xếp thứ 4 trong các thành phố của Trung Quốc. Kim ngạch xuất nhập khẩu xếp thứ nhất trong 9 năm liên tục vừa qua, xếp thứ 2 về sản lượng công nghiệp, thu ngân sách xếp thứ 3 trong 5 năm liên tục, xếp thứ 3 về sử dụng vốn đầu tư nước ngoài. Thâm Quyến là một trung tâm chế tạo lớn của Trung Quốc.
Thâm Quyến là nơi đặt trụ sở của nhiều công ty IT thành công như Huawei và ZTE. Foxconn có nhà máy tại đây, chế tạo phần lớn máy nghe nhạc số cá nhân (iPod) và máy tính xách tay cho hãng Apple. Thành phố có sự hiện diện của hơn 400 trong 500 công ty lớn nhất thế giới. Sở giao dịch chứng khoán của Thâm Quyến có 540 công ty niêm yết, 35 triệu nhà đầu tư đăng ký và 17.700 nhân viên môi giới chứng khoán, tổng vốn 122 tỷ USD, mỗi ngày có 600.000 giao dịch, giá trị 807 triệu USD.

### Khu công nghệ cao Thâm Quyến

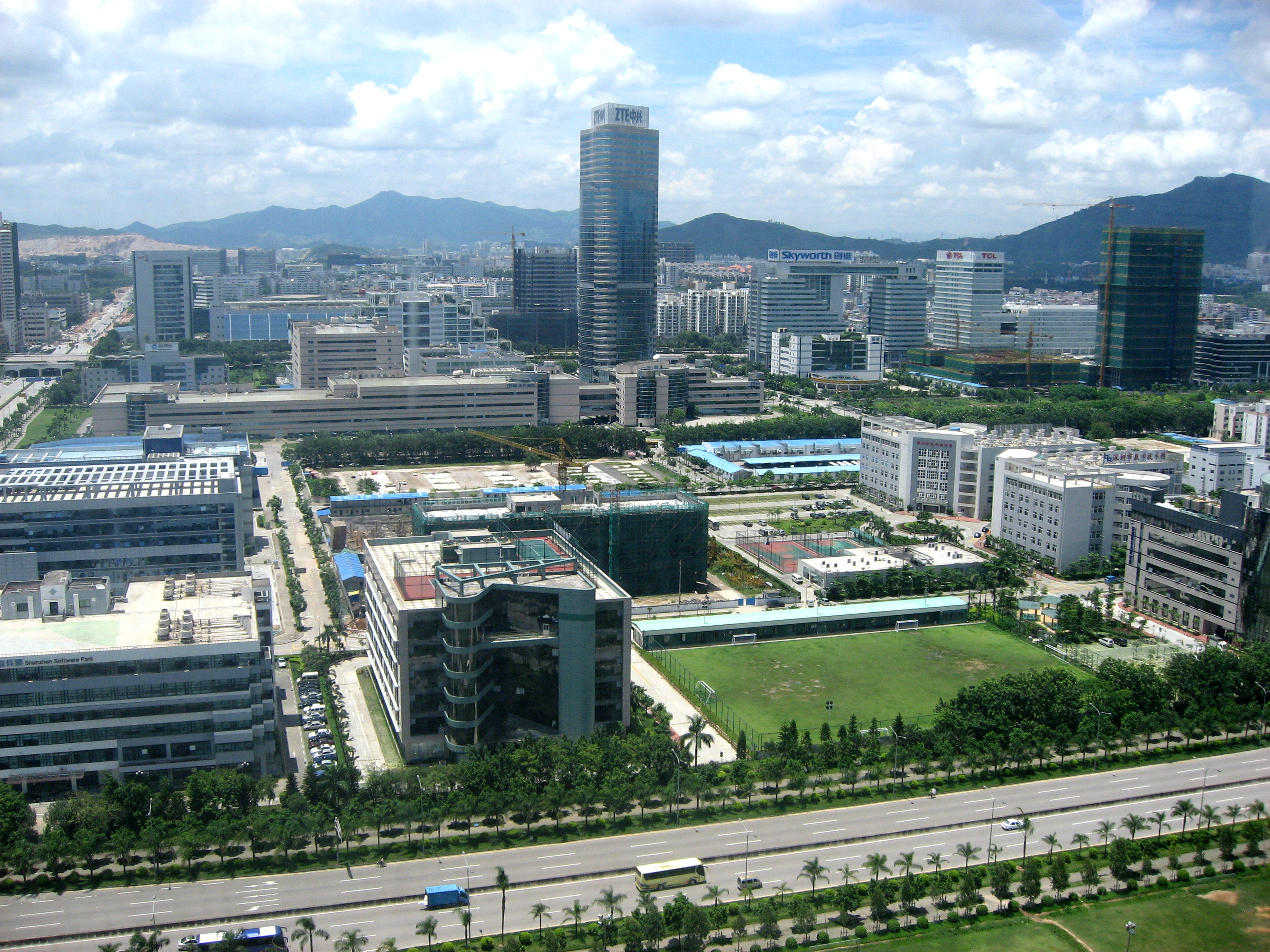
Khu công nghệ cao ở Thâm Quyến

Khu công nghiệp công nghệ cao Thâm Quyến (SHIP) được thành lập vào tháng 9 năm 1996. Nó có diện tích 11,5 km2 (4,4 dặm vuông). Các ngành công nghiệp được khuyến khích trong khu vực bao gồm Công nghệ sinh học / dược phẩm, xây dựng / vật liệu xây dựng, sản xuất và chế biến hóa chất, phần mềm máy tính, lắp ráp và sản xuất điện tử, sản xuất dụng cụ và thiết bị công nghiệp, thiết bị y tế và nguồn cung, nghiên cứu và phát triển.
Công viên phần mềm Thâm Quyến được tích hợp với Khu công nghiệp Công nghệ cao Thâm Quyến, một chiếc xe quan trọng được thành lập bởi chính quyền thành phố Thâm Quyến để hỗ trợ sự phát triển của ngành công nghiệp phần mềm. Công viên đã được phê duyệt để là cơ sở sản xuất phần mềm của Kế hoạch Quốc gia vào năm 2001. Khoảng cách giữa Quốc lộ 010 và khu vực này là 20,8 km (12,9 dặm). Khu vực nằm cách sân bay quốc tế Thâm Quyến Bảo An 22 km (14 dặm)

### Sở giao dịch chứng khoán Thâm Quyến

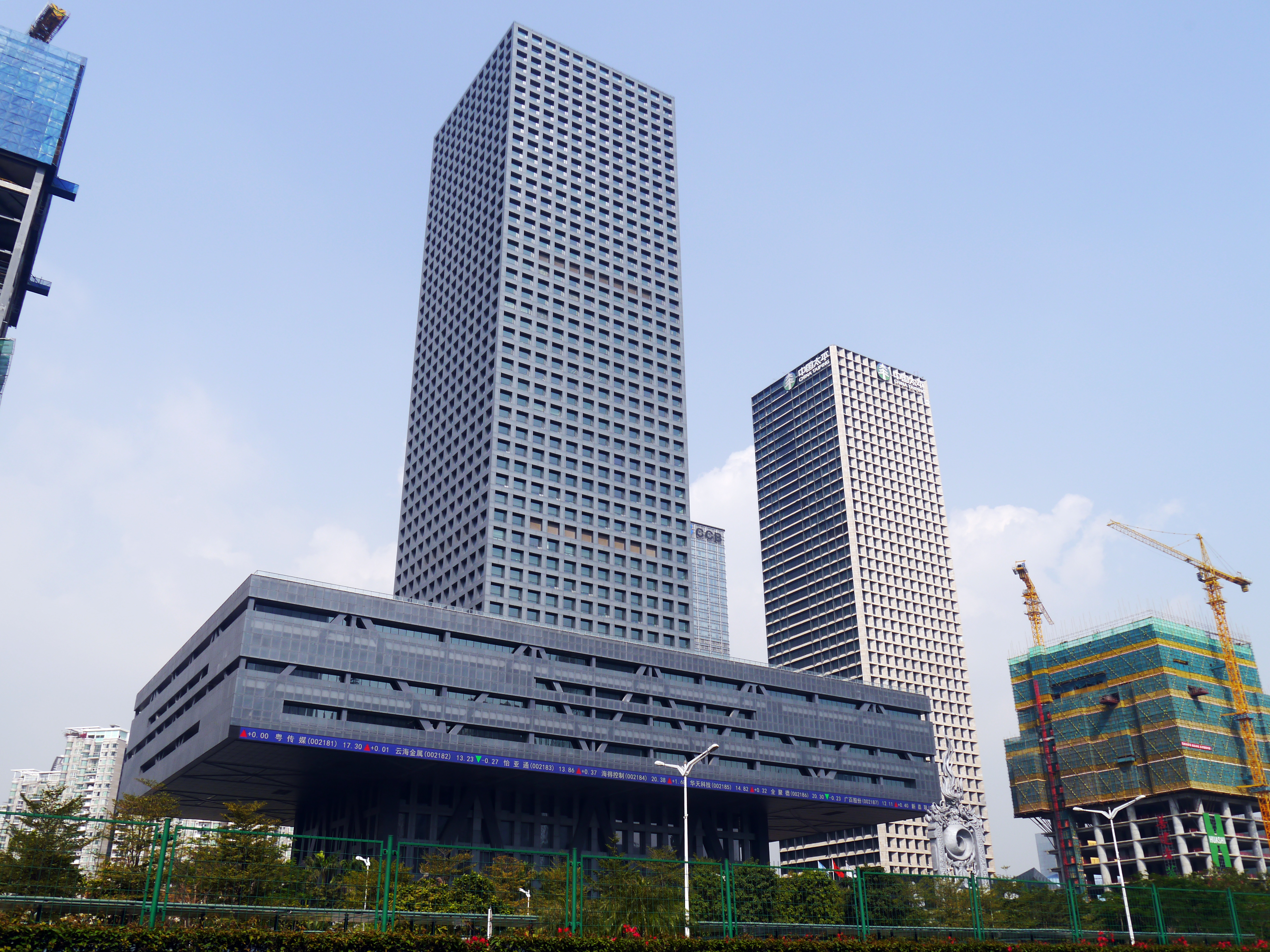
Sở giao dịch chứng khoán ở Thâm Quyến

Sở Giao dịch Chứng khoán Thâm Quyến (SZSE) là một sở giao dịch chứng khoán quốc gia được trao đổi theo Ủy ban điều tiết Chứng khoán Trung Quốc (CSRC) cung cấp địa điểm kinh doanh chứng khoán. Một số lượng lớn người tham gia thị trường, bao gồm 540 công ty niêm yết, 35 triệu nhà đầu tư đăng ký và 177 thành viên giao dịch, tạo ra thị trường. Kể từ khi nó được thành lập năm 1990, SZSE đã phát triển với vốn hóa thị trường khoảng 1 nghìn tỷ nhân dân tệ (122 tỷ USD). Trên cơ sở hàng ngày, khoảng 600.000 giao dịch, trị giá 807 triệu USD, giao dịch trên SZSE.

## Nhân khẩu học
Với dân số 12.528.300 người sinh sống trong địa giới thành phố tính đến năm 2017, Thâm Quyến là thành phố đông dân thứ năm ở Trung Quốc. Với tổng diện tích 1.992 km², Thâm Quyến có mật độ dân số 6.889 người trên mỗi km². Tính đến năm 2010, khu vực đô thị bao quanh của thành phố được ước tính bởi OECD (Tổ chức Hợp tác và Phát triển Kinh tế) có dân số 23,3 triệu người. Thâm Quyến là một phần của Vùng đô thị châu thổ sông Châu Giang (bao gồm các thành phố như Quảng Châu, Đông Quan, Phật Sơn, Trung Sơn, Chu Hải, Huệ Châu, Hồng Kông và Ma Cao), khu vực đô thị lớn nhất thế giới theo thống kê của Ngân hàng Thế giới và có dân số hơn 108,5 triệu theo điều tra dân số năm 2015.
Trước khi trở thành Đặc khu kinh tế vào năm 1980, khu vực này bao gồm chủ yếu là người Khách Gia và người Quảng Đông. Tuy nhiên, kể từ khi trở thành Đặc khu kinh tế, Thâm Quyến đã trở thành một điểm đến của người di cư tìm kiếm việc làm và cơ hội.

### Lịch sử
Kể từ thời Nam Tống (1127–1279), khu vực phía nam Quảng Đông và Thâm Quyến ngay nay đã là điểm đến của các cuộc di cư. Tuy nhiên số lượng người di cư tăng lên đáng kể kể từ khi Thâm Quyến được thành lập vào những năm 1980. Tại tỉnh Quảng Đông, Thâm Quyến là thành phố duy nhất mà các phương ngữ địa phương (tiếng Quảng Đông, Khách Gia và Triều Châu) không phải là ngôn ngữ chính. Ngôn ngữ chính được nói nhiều nhất tại đây là tiếng Quan Thoại do số lượng lớn người di cư/người nhập cư từ khắp Trung Quốc.
Vào năm 1978, Thâm Quyến chỉ là một vùng quê nằm kế bên Hồng Kông với dân số chỉ vỏn vẹn 20.000 người. Tuy nhiên, kể từ khi trở thành Đặc khu Kinh tế, Thâm Quyến đã chứng kiến dân số và hoạt động của mình phát triển một cách nhanh chóng. Nó đã trở thành một thỏi nam châm thu hút người di cư tìm kiếm công ăn việc làm, bắt đầu với những nhân viên cổ cồn xanh, công nhân lạo động nặng, mang lại cho thành phố biệt danh "công xưởng của thế giới". Thâm Quyến có dân số chính thức là hơn 10 triệu người trong cuộc điều tra dân số năm 2011. Tuy nhiên, do số lượng dân số di cư trôi nổi chưa đăng ký sống trong thành phố là cực lớn, một số ước tính đã cho rằng dân số thực tế của Thâm Quyến rơi vào khoảng 20 triệu người sinh sống trong khu vực hành chính tại bất kỳ thời điểm cụ thể nào. Sự gia tăng dân số của Thâm Quyến theo xu hướng quy mô lớn; vào khoảng năm 2012–13, tăng trưởng ước tính của thành phố chậm lại xuống dưới 1 phần trăm do chi phí lao động di cư tăng, công nhân nhập cư nhắm mục tiêu cải cách, và chuyển các nhà máy ra ngoại vi và Đông Quan lân cận. Năm 2015, nền kinh tế công nghệ cao bắt đầu thay thế dần các ngành công nghiệp thâm dụng lao động khi thành phố dần trở thành một thỏi nam châm cho một thế hệ người di cư mới, lần này là những người lao động cổ trắng có học thức. Sự di cư vào Thâm Quyến một lần nữa được tăng mạnh khi các thành phố cấp I khác như Bắc Kinh và Thượng Hải, vốn trước đây là điểm đến hàng đầu của người lao động cổ trắng, đã áp đặt giới hạn dân số cứng. Tính đến năm 2018, dân số của Thâm Quyến nằm vào khoảng 14 triệu người, tuy nhiên chỉ có 3 triệu sở hữu giấy tờ hộ khẩu đầy đủ.

### Các thống kê khác
Hiện tại, độ tuổi trung bình ở Thâm Quyến là dưới 30. Độ tuổi cụ thể như sau: 8,49% trong độ tuổi từ 0 đến 14, 88,41% trong độ tuổi từ 15 đến 59 và 3,1% ở độ tuổi 65 trở lên.
Cơ cấu dân số Thâm Quyến có sự đa dạng lớn, từ những người trí thức có trình độ học vấn cao đến những người lao động nhập cư có trình độ học vấn thấp. Theo một báo cáo vào tháng 6 năm 2007, 20% sinh viên tốt nghiệp Tiến sĩ của Trung Quốc đã làm việc tại Thâm Quyến. Thâm Quyến cũng được bầu là một trong 10 thành phố hàng đầu ở Trung Quốc cho người nước ngoài. Người nước ngoài chọn Thâm Quyến làm nơi định cư vì cơ hội tìm kiếm việc làm cũng như sự khoan dung và cởi mở về văn hóa. Nó thậm chí từng được bầu chọn là Thành phố năng động nhất của Trung Quốc và Thành phố được ưa chuộng nhất bởi Công nhân nhập cư năm 2014.
Theo khảo sát của Sở Kế hoạch Hồng Kông, số lượng người đi lại xuyên biên giới đã tăng từ khoảng 7.500 năm 1999 lên 44.600 vào năm 2009. Hơn một nửa trong số họ sống ở Thâm Quyến. Mặc dù nằm cạnh nhau, những người đi làm hàng ngày vẫn cần phải đi qua các trạm kiểm soát hải quan và nhập cư, vì việc đi lại giữa Đặc khu kinh tế và Đặc khu hành chính Hồng Kông (SAR) bị hạn chế.
Cư dân đại lục muốn vào Hồng Kông để tham quan được yêu cầu phải có "Giấy phép xuất cảnh để đi du lịch đến và đi từ Hồng Kông và Macao". Cư dân Thâm Quyến đặc biệt có thể được cấp giấy chứng thực 1 năm (nhưng tối đa 1 lần nhập cảnh mỗi tuần bắt đầu từ ngày 13 tháng 4 năm 2015). Loại chứng thực xuất cảnh này chỉ được cấp cho những người có hộ khẩu ở một số khu vực nhất định.

## Cảnh quan thành phố
Tòa nhà cao nhất ở Thâm Quyến là Trung tâm tài chính Bình An cao 599 mét, cũng là cao thứ hai ở Trung Quốc và là tòa nhà cao thứ 4 trên thế giới. Tòa nhà cao thứ hai là Kinh Cơ 100, cao 441,8 m (1.449 ft) và chứa 100 tầng văn phòng và không gian của khách sạn. Thâm Quyến cũng là nhà của quảng trường Tín Hưng (信兴广场) / tòa nhà Địa Vương (地王大厦), cao nhất ở châu Á (nếu ăng-ten được đưa vào tài khoản) khi nó được xây dựng vào năm 1996. Hầu hết các tòa nhà chọc trời của thành phố tập trung ở quận Nam Sơn, La Hồ và Phúc Điền. SEG Plaza, ở Hoa Cường Bắc (华强北), cũng là một cột mốc nổi bật ở độ cao 356 m (291,6 m so với mái nhà). Tòa nhà Quốc Mậu (国贸大厦) còn là tòa nhà cao nhất ở Trung Quốc khi nó được hoàn thành vào năm 1985.
Có một số lượng đáng kể của siêu tháp được đề xuất, phê duyệt hoặc đang được xây dựng có hơn 300 m (984 ft) tại Thâm Quyến. Những khách hàng đã hoàn thành hoặc đứng đầu từ năm 2014 bao gồm Trụ sở Tài nguyên Trung Quốc, Quảng trường Kinh Cơ Tân Hà Thời Đại (京基滨河时代广场), Tháp Chuneng Trung Quốc (深圳市), Trung tâm Hán Kinh (汉京金融中心), Trung tâm Thành phố Hán Quốc (汉国城市商业中心), Tháp Trường Phú Kim Mậu (长富金茂大厦), Trung tâm Tài chính Trung Châu, Trung tâm Thương mại Đông Thái Bình Dương, Bay Tower 7 và Shum Yip Upperhills (深业上城), trong số những người khác.

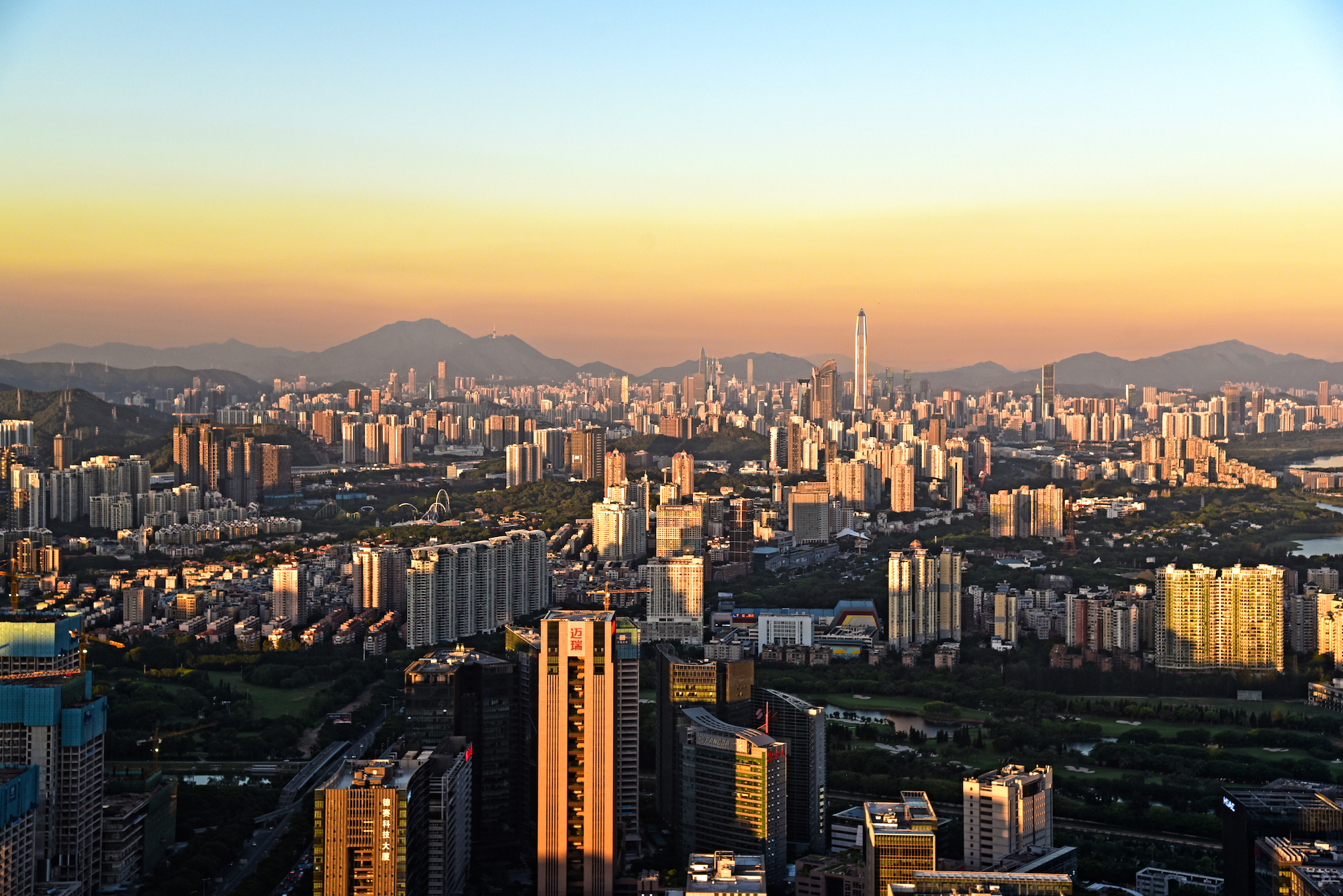
Toàn cảnh Phúc Điền nhìn từ Nam Sơn
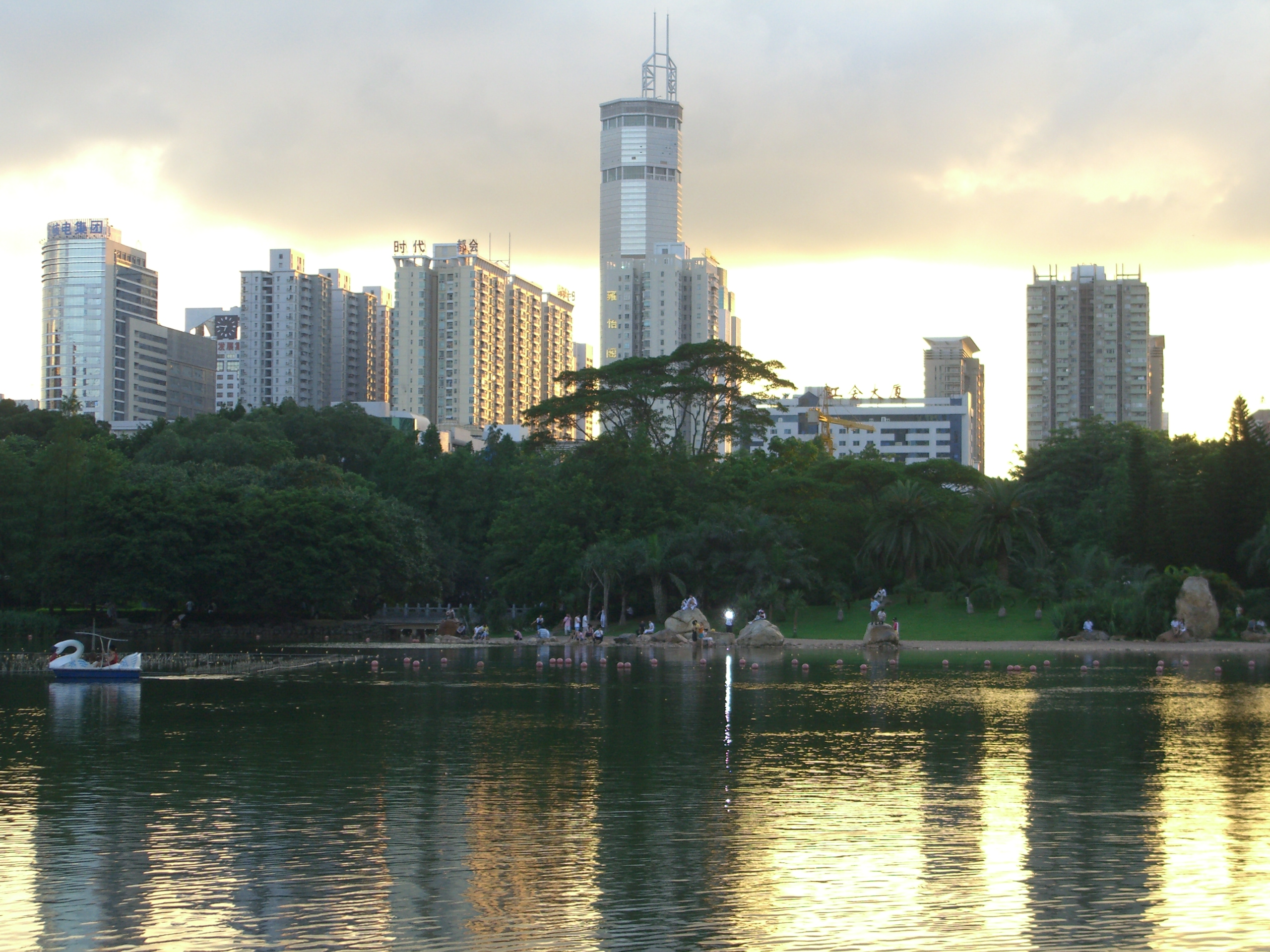
Cảnh khu thương mại Hoa Cường Bắc ở Phúc Điền năm 2006
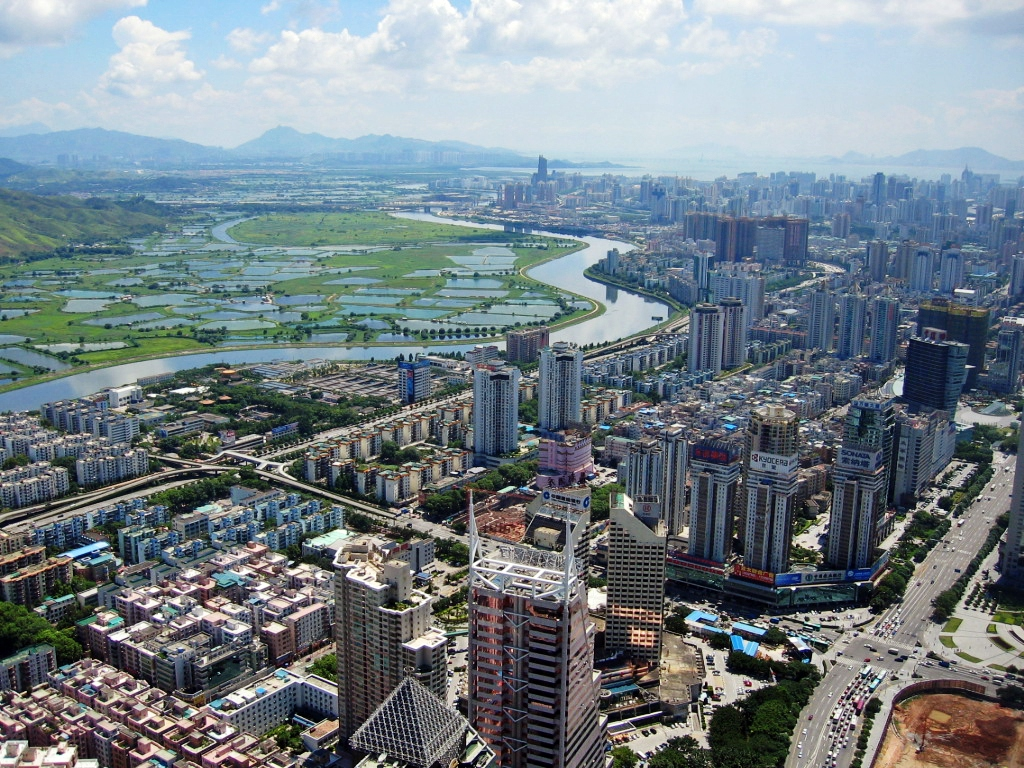
La Hồ nhìn về phía Tây Nam, cùng với sông Thâm Quyến and Hong Kong's Khu vực biên giới cấm ở Hồng Kông từ phía sau
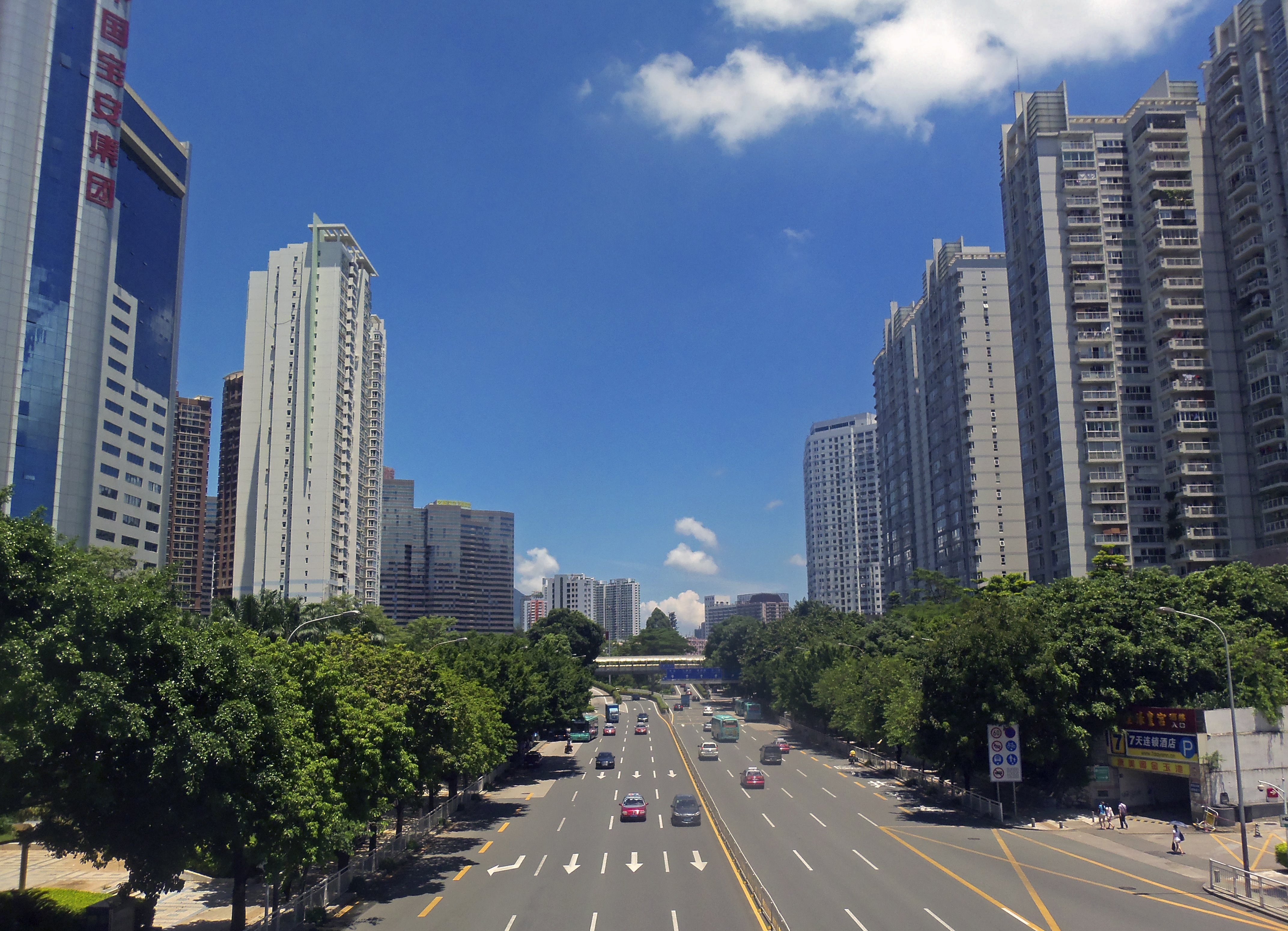
Đường Duẫn Cương Đông (笋岗东)
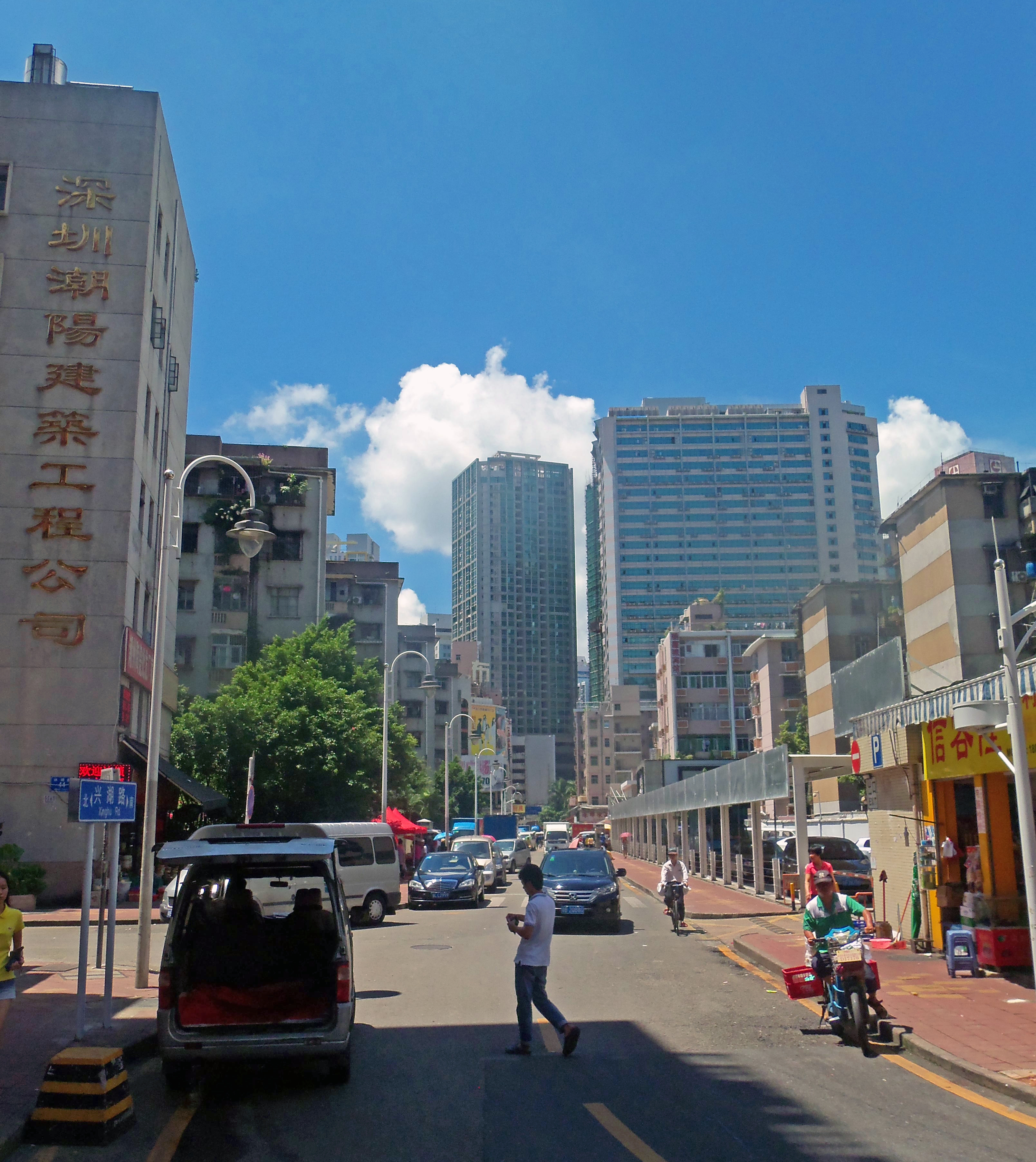
Đường Hưng Hoa (兴华)
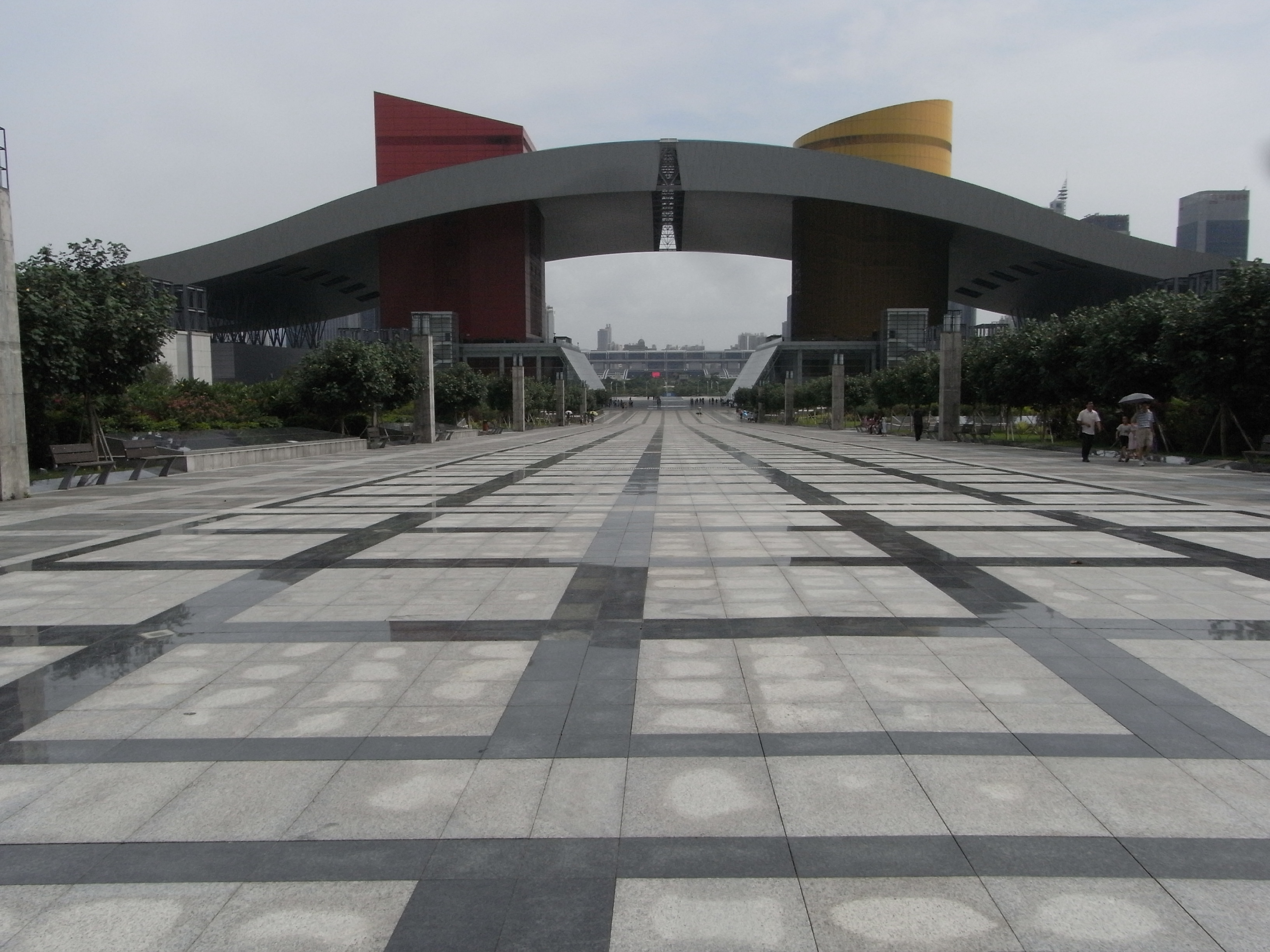
trung tâm công dân Thâm Quyến
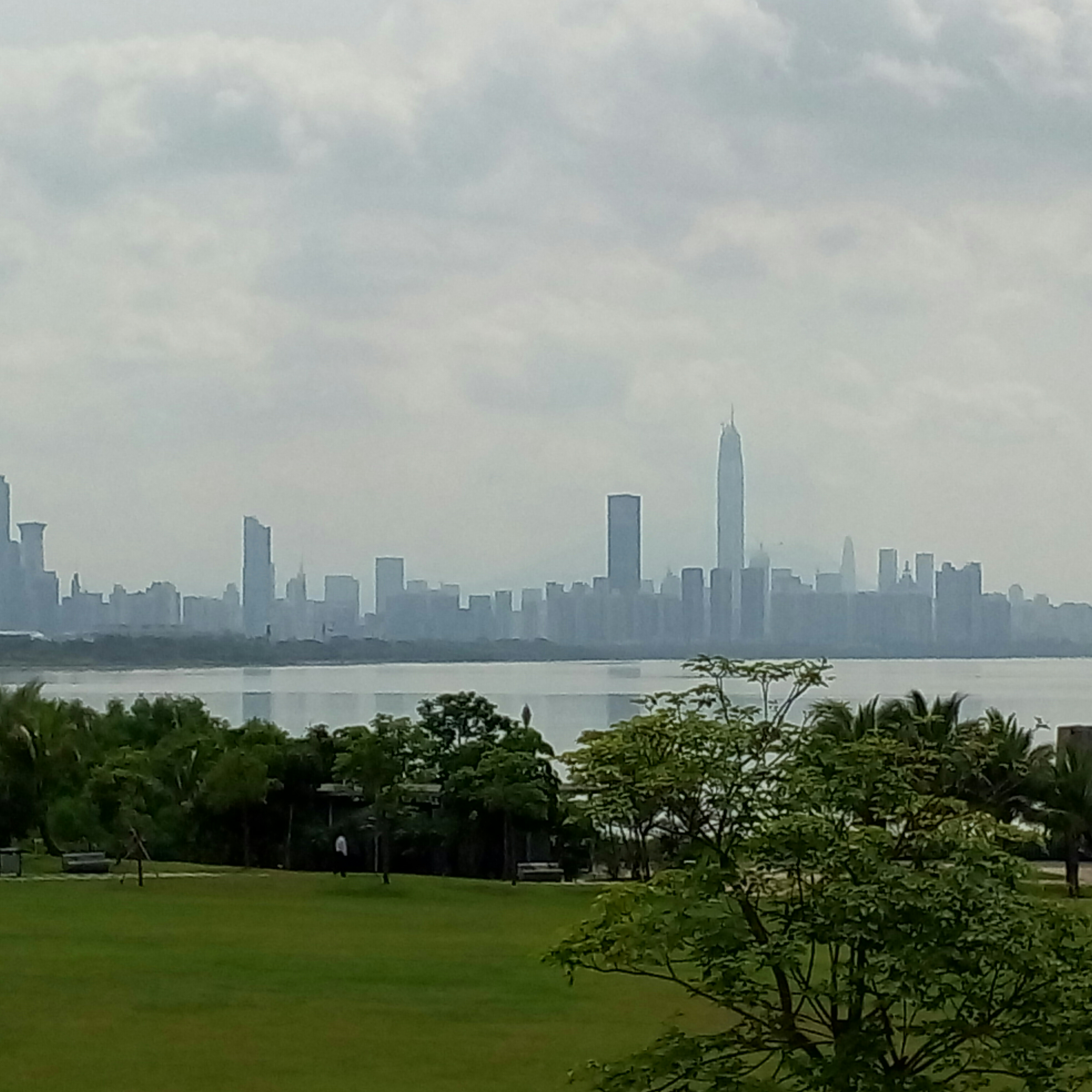
công viên vịnh Thâm Quyến
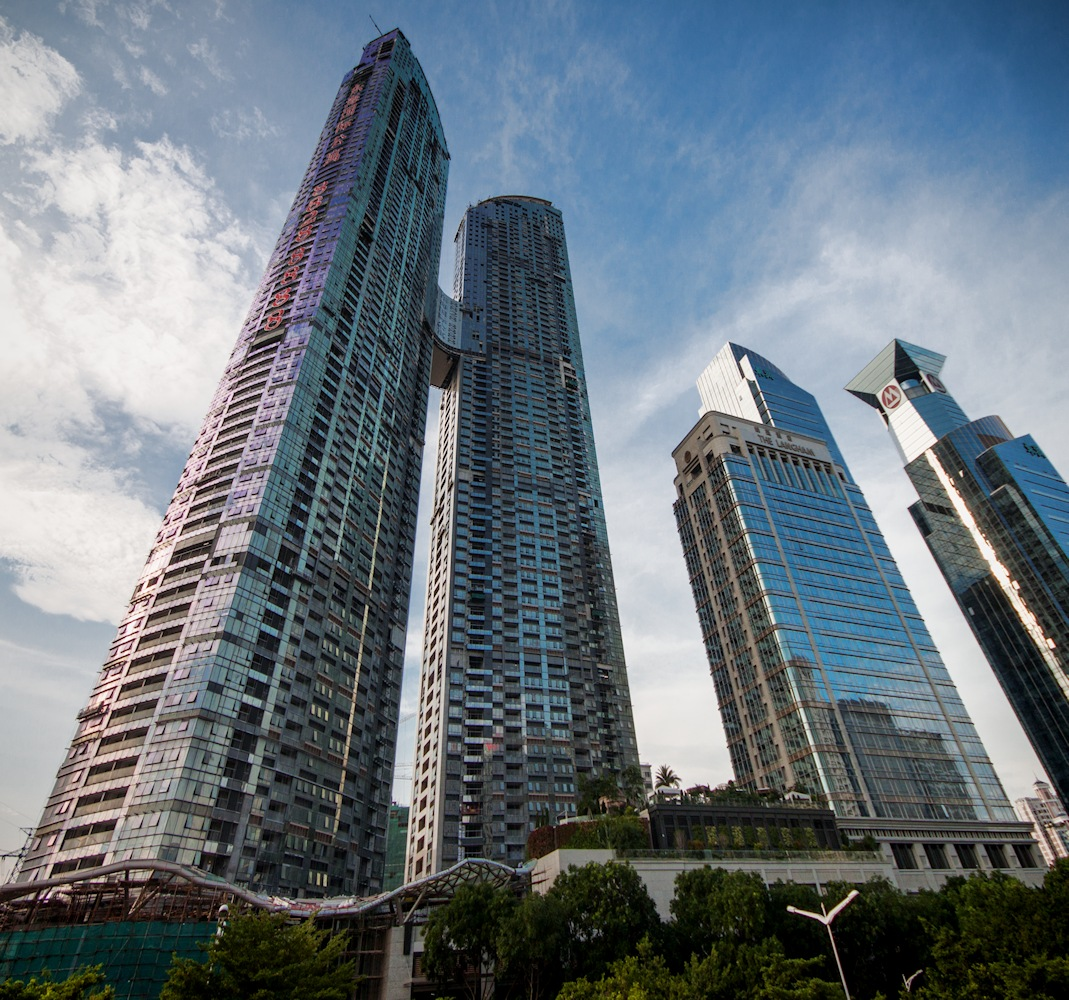
Trung tâm Thương mại Đông Thái Bình Dương
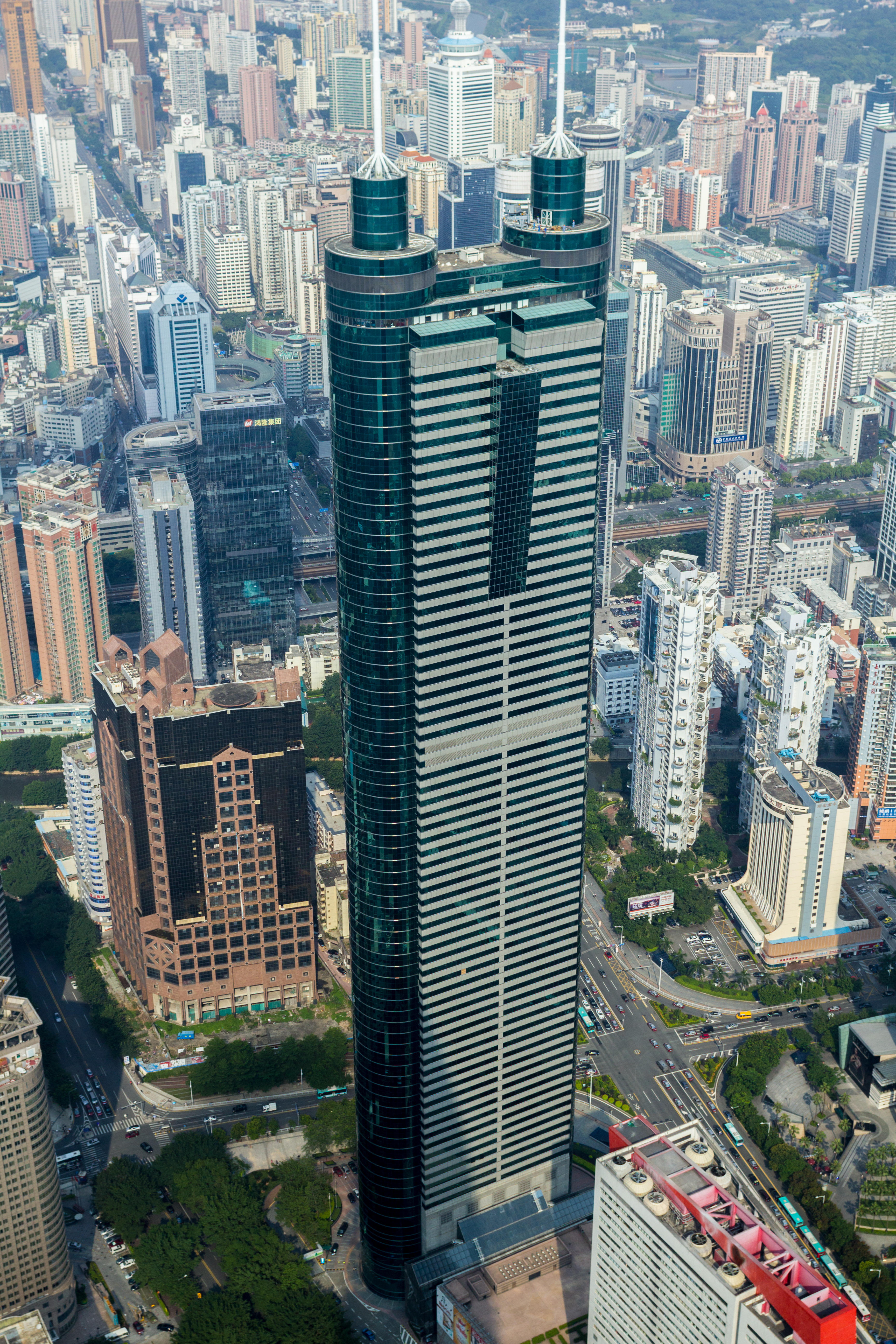
quảng trường Tín Hưng
Kinh Cơ 100Kinh Cơ 100
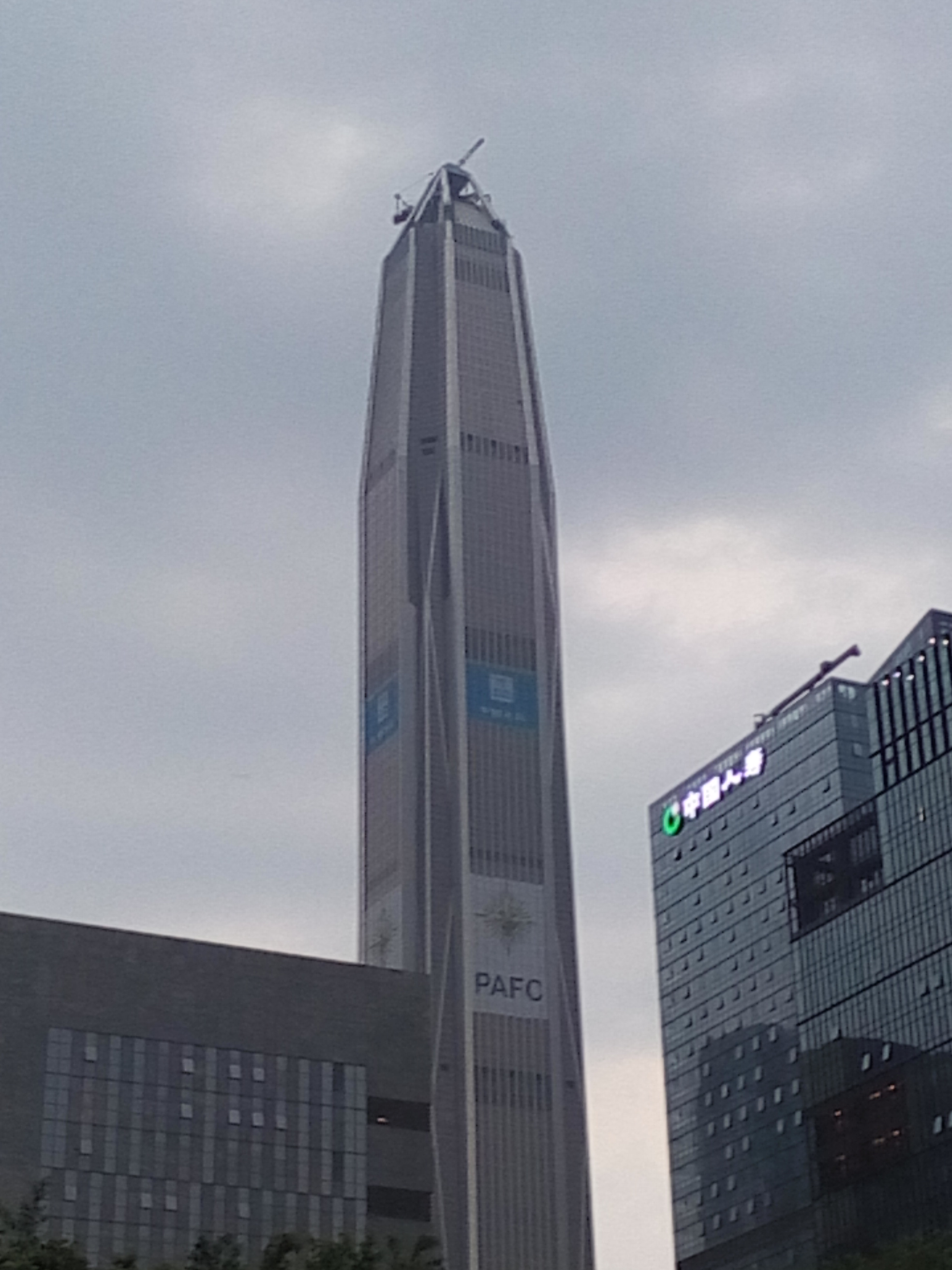
Trung tâm tài chính Bình An

## Giao thông
Cảng Thâm Quyến nằm kề Hương Cảng (cách 20 hải lý). Năm 2005, cảng này xếp thứ 4 thế giới về khối lượng container (16,2 triệu TEU). Sân bay quốc tế Bảo An Thâm Quyến cách trung tâm thành phố 35 km có các chuyến bay quốc tế. Đường sắt và đường bộ hiện đại nối liền với Hương Cảng và các thành phố khác của Trung Quốc. Tàu điện ngầm bắt đầu vận hành từ ngày 27 tháng 12 năm 2004, có 2 tuyến. Từ Thâm Quyến có thể đi Châu Hải, Áo Môn, Hương Cảng, Sân bay quốc tế Hương Cảng bằng tàu thủy cao tốc.